# Irving L. Leonard
Irving L. Leonard est un producteur américain né le 28 décembre 1915 et mort le 13 décembre 1969. Il a cofondé avec Clint Eastwood la société Malpaso Productions en 1967.
Il succombe à un infarctus à 53 ans.

## Filmographie
- 1968 : Pendez-les haut et court de Ted Post
- 1968 : Un shérif à New York de Don Siegel
- 1969 : The Racing Scene (documentaire) d'Andy Sidaris
- 1970 : De l'or pour les braves de Brian G. Hutton